# جزيرة ميون
جزيرة ميون أو جزيرة بريم هي جزيرة بركانية في مدخل مضيق باب المندب، تتبع الجمهورية اليمنية، وتبلغ مساحتها 13 كم² وترتفع إلى منسوب 65 م، وإدارياً تعتبر إحدى العزل التابعة لمديرية ذباب (باب المندب) بمحافظة تعز ويبلغ تعداد سكانها 221 نسمة حسب التعداد السكاني في اليمن لعام 2004.
تسمى (بالإنجليزية: Perim) وفيها ميناء طبيعي في طرفها الجنوبي الغربي. الجزيرة قليلة الخضرة وتفتقد المياه العذبة، الأمر الذي أعاق استيطانها. أمامها شبه جزيرة جبل الشيخ سعيد.
في نقطة ما في تاريخ بريم الجيولوجي ثار بركان فيها أدى إلى سد باب المندب وتبخر البحر الأحمر إلى درجة جفاف قاعه.
غزا البرتغاليين بريم عام 1513، إلا أنهم لم يبقوا فيها بسبب المناهضة العثمانية. واحتلت فرنسا بريم عام 1738، وفي سنة 1799 احتلتها شركة الهند الشرقية البريطانية لفترة قصيرة تمهيداً لغزو مصر.
ثم أعادت بريطانيا احتلالها سنة 1857 وربطتها بمستعمرة عدن وبنت فناراً عليها، لتشهد عصرها الذهبي مع افتتاح قناة السويس عام 1869 كمحطة لتموين السفن بالفحم. أفل نجم الجزيرة مع حلول الجازولين محل الفحم.
في عام 1916، أثناء الحرب العالمية الأولى، حاولت القوات العثمانية الاستيلاء على بريم، إلا أنها فشلت.